# Коганець
Коганець (або Каганець) — мала річка в Україні, у Ріпкинському районі Чернігівської області. Права притока річки Аткильні (басейн Дніпра).

## Розташування
Бере початок на південно-східній околиці села Горностаївки, у заболоченій місцині. Тече переважно на південний захід через хвойний ліс і на північно-східній околиці села Сиделівки впадає у річку Актильню. На захід від гирла річки, пролягає автошлях М01 (Київ — Чернігів — Нові Яриловичі (державний кордон з Білоруссю))

## Опис
Довжина річки 6,5 км, найкоротша відстань між витоком і гирлом — 5,6 км, коефіцієнт звивистості річки — 1,16. Формується декількома безіменними струмками та загатами. В межах села Горностаївка, на річці облаштований невеликий ставок.